# Михайлов, Вячеслав Григорьевич
Вячеслав Григорьевич Михайлов — советский военный, государственный и политический деятель, генерал-лейтенант авиации.

## Биография
Родился в 1928 году. Член КПСС.
С 1941 года — на хозяйственной, общественной и политической работе. В 1941—2019 гг. — участник Великой Отечественной войны, сын полка, воспитанник танковой бригады, курсант спецшколы ВВС, на различных должностях в политорганах Советской Армии, начальник политотдела дивизии, корпуса, член Военного Совета армии, первый заместитель начальника политуправления Войск ПВО, в Комитете по делам воинов-интернационалистов, основатель и бессменный руководитель Московского Дома ветеранов (инвалидов) войн и Вооружённых Сил.
Член Общественной палаты Российской Федерации 3-го и 4-го созывов.
Умер в Москве в 2019 году.